# Epidendrum orchidiflorum
Epidendrum orchidiflorum é uma espécie terrestre, raramente epífita, sem pseudobulbos e de caule de crescimento contínuo, fino, ereto ou pendente com até 1 m de comprimento, portando folhas coriáceas com bainhas que envolvem o caule. As inflorescências que surgem no ápice do caule tem 5 cm de diâmetro. Flor com 2 cm de diâmetro e de consistência cerosa com labelo reniforme. Todos os seus segmentos são de cor amarelo ocre pintalgado levemente de púrpura. Vegeta em savanas e campinas inundáveis em altitudes de 100 a 1000 m nos estados do Amazonas, Pará e Roraima.
Floresce no verão.